# Joel Valencia
César Joel Valencia Castillo (Quinindé, Ecuador, 16 de noviembre de 1994), conocido deportivamente como Joel Valencia, es un futbolista ecuatoriano que juega de centrocampista en el Zagłębie Sosnowiec de la Tercera División de Polonia.

## Trayectoria
El ecuatoriano Joel Valencia nació en Quinindé, provincia de Esmeraldas el 16 de noviembre de 1994, aunque llegó a Zaragoza a los ocho años. Allí se incorpora a las divisiones inferiores del Real Zaragoza, después de que ojeadores del equipo maño lo vieran jugando en una escuela de fútbol del Atlético Escalerillas, pasando por St. Casablanca y Amistad, cuando tenía sólo 11 años. Es aficionado del Emelec y a mediados de 2011 fue pretendido por el F. C. Barcelona, aunque no se llegó a un acuerdo y permaneció en Zaragoza.
Su debut en Primera División se produjo el 28 de agosto de 2011 a la edad de 17 años, entrando como sustituto de Pablo Barrera en el partido que enfrentaba al Real Zaragoza con el Real Madrid, convirtiéndose así en el futbolista ecuatoriano más joven en debutar en el balompié profesional europeo. Sin embargo, pasó gran parte de los siguientes tres años en el filial y cedido en el Málaga C. F. "B", antes de marcharse definitivamente de La Romareda para unirse al U. D. Logroñés de la Segunda División B en agosto de 2014, permaneciendo dos años en el club riojano hasta enero de 2016.
El 29 de enero de 2016 se trasladó a Eslovenia para unirse al F. C. Koper de la Prva Liga. Disputó un total de 28 encuentros y anotó dos goles durante sus dieciocho meses en el estadio SRC Bonifika, antes de partir a Polonia para jugar con el Piast Gliwice de la Ekstraklasa, firmando con el club silesio un contrato por un año con opción a prorrogarlo tres años más. Valencia formaría parte de la histórica plantilla que levantaría el primer trofeo liguero de la historia del Piast en la temporada 2018-19, recibiendo además multitud de premios y distinciones por parte de la Ekstraklasa, entre ellas las de mejor jugador y mejor centrocampista de la competición. En el momento de su partida a finales de julio de 2019, había disputado 65 partidos y marcado 9 goles para el club polaco.
El 31 de julio de 2019 fichó por el Brentford Football Club, a cambio de 1 800 000 £ y un contrato hasta 2023. No obstante, su escasa participación en la English Football League Championship motivó su salida como cedido al Legia de Varsovia de la Ekstraklasa de Polonia, en un contrato por un año.
El 18 de enero de 2022 se confirmó su regreso a España para jugar como cedido en la Agrupación Deportiva Alcorcón hasta el final de la temporada.
El 31 de agosto de 2022 fue anunciada su cesión al De Graafschap Doetinchem de la Eerste Divisie de Países Bajos para la temporada 2022-23.
El 15 de julio de 2023 fue presentado en el Zagłębie Sosnowiec de la I Liga de Polonia, firmando por una temporada en condición de jugador libre.

## Selección nacional

### Categorías inferiores
Fue convocado por selección de fútbol sub-17 de España llegando a jugar con ésta algunos amistosos. Sin embargo, Valencia se decidió por jugar para la selección de fútbol sub-17 de Ecuador, disputando la Copa Mundial de Fútbol Sub-17 de 2011 celebrada en México.

#### Participaciones en Copas del Mundo
| Campeonato                  | Sede   | Resultado        | Partidos | Goles |
| --------------------------- | ------ | ---------------- | -------- | ----- |
| Copa Mundial Sub-17 de 2011 | México | Octavos de final | 3        | 0     |

## Clubes
Actualizado al último partido disputado el 31 de mayo de 2025.
| Club                    | País          | Años          | Partidos | Goles |
| ----------------------- | ------------- | ------------- | -------- | ----- |
| Real Zaragoza "B"       | España        | 2011-2014     | 35       | 0     |
| Real Zaragoza           | España        | 2011          | 1        | 0     |
| → Atlético Malagueño    | España        | 2014          | 18       | 1     |
| U. D. Logroñés          | España        | 2014-2016     | 54       | 1     |
| F. C. Koper             | Eslovenia     | 2016-2017     | 28       | 2     |
| GKS Piast Gliwice S. A. | Polonia       | 2017-2019     | 65       | 9     |
| Brentford F. C.         | Inglaterra    | 2019-2023     | 24       | 1     |
| → Legia de Varsovia     | Polonia       | 2020-2021     | 12       | 0     |
| → A. D. Alcorcón        | España        | 2022          | 18       | 0     |
| → De Graafschap         | Países Bajos  | 2022-2023     | 21       | 0     |
| Zagłębie Sosnowiec      | Polonia       | 2023-2025     | 57       | 2     |
| Total carrera           | Total carrera | Total carrera | 333      | 16    |

## Palmarés

### Campeonatos nacionales
| Título      | Club              | País    | Año  |
| ----------- | ----------------- | ------- | ---- |
| Ekstraklasa | Piast Gliwice     | Polonia | 2019 |
| Ekstraklasa | Legia de Varsovia | Polonia | 2021 |